# Communauté de communes Cœur Côte Fleurie
Die Communauté de communes Cœur Côte Fleurie ist ein französischer Gemeindeverband mit der Rechtsform einer Communauté de communes im Département Calvados in der Region Normandie. Sie wurde am 15. Januar 1974 gegründet und umfasst zwölf Gemeinden. Der Verwaltungssitz befindet sich im Ort Deauville.

## Historische Entwicklung
Mit Wirkung vom 1. Januar 2018 trat die Gemeinde Saint-Gatien-des-Bois von der Communauté de communes du Pays de Honfleur-Beuzeville zum hiesigen Verband über.

## Mitgliedsgemeinden
| Gemeinde                                 | Einwohner 1. Januar 2022 | Fläche km² | Dichte Einw./km² | Code INSEE | Postleitzahl |
| ---------------------------------------- | ------------------------ | ---------- | ---------------- | ---------- | ------------ |
| Benerville-sur-Mer                       | 389                      | 3,03       | 128              | 14059      | 14910        |
| Blonville-sur-Mer                        | 1.585                    | 6,80       | 233              | 14079      | 14910        |
| Deauville                                | 3.563                    | 3,57       | 998              | 14220      | 14800        |
| Saint-Arnoult                            | 1.103                    | 5,12       | 215              | 14557      | 14800        |
| Saint-Gatien-des-Bois                    | 1.313                    | 49,11      | 27               | 14578      | 14130        |
| Saint-Pierre-Azif                        | 165                      | 6,17       | 27               | 14645      | 14950        |
| Touques                                  | 3.857                    | 8,13       | 474              | 14699      | 14800        |
| Tourgéville                              | 846                      | 12,01      | 70               | 14701      | 14800        |
| Trouville-sur-Mer                        | 4.624                    | 6,79       | 681              | 14715      | 14360        |
| Vauville                                 | 199                      | 5,13       | 39               | 14731      | 14800        |
| Villers-sur-Mer                          | 2.437                    | 8,99       | 271              | 14754      | 14640        |
| Villerville                              | 606                      | 3,30       | 184              | 14755      | 14113        |
| Communauté de communes Cœur Côte Fleurie | 20.687                   | 118,15     | 175              | –          | –            |